# Palicourea mitis
Palicourea mitis là một loài thực vật có hoa trong họ Thiến thảo. Loài này được (Ruiz & Pav.) DC. mô tả khoa học đầu tiên năm 1830.